# Omar Calabrese
Omar Calabrese (Firenze, 2 giugno 1949 – Monteriggioni, 31 marzo 2012) è stato un semiologo italiano.

## Biografia
Laureato in storia della lingua, dopo aver insegnato semiologia delle arti all'Università di Bologna e come visiting professor all'École des hautes études di Parigi e alle Università di Bilbao, Barcellona, Aarhus, Yale, Harvard, Berlino, Bogotà, Buenos Aires, Zurigo, Salonicco, Mannheim, Lisbona, Bucarest, è  stato professore di semiotica delle arti presso l'Università di Siena e semiotica presso la Iulm.
È stato consigliere comunale a Bologna, assessore alla cultura del Comune di Siena dal 1993 al 1997, consigliere della Presidenza del Consiglio dei ministri per l'editoria e la comunicazione, presidente dell'Associazione italiana di studi semiotici e della Fondazione mediateca regionale toscana. Dal 1997 al 2001 è stato rettore di Santa Maria della Scala a Siena.
Ha diretto le riviste Alfabeta, Rivista illustrata della comunicazione, e Metafore, e ha collaborato ad altri periodici culturali come Casabella, Viceversa, Estudios semioticos, Versus - Quaderni di studi semiotici. Ha inoltre fondato Carte semiotiche Archiviato il 18 maggio 2022 in Internet Archive.. Come giornalista ha collaborato al Corriere della Sera, Panorama, El País, La Repubblica, l'Unità.
Ha esercitato critica televisiva e curato programmi televisivi per Rai, Mediaset e Tve.
Ha curato i contenuti culturali per le Esposizioni Universali di Vancouver, Brisbane, Siviglia, Genova e Hannover. I suoi libri sono stati tradotti in dieci lingue.
Nel 2010 ha ottenuto il Prix Bernier dell'Accademia di Francia per il miglior libro d'arte dell'anno (L'art du trompe-l'oeil).
Sofferente da anni di una grave forma di diabete, è morto nella tarda sera di sabato 31 marzo 2012 all'età di 62 anni per un malore improvviso.

## Opere principali
- Semiotica della pittura, Il Saggiatore, Milano, 1981.
- Il linguaggio dell'arte, Bompiani, Milano, 1984.
- La macchina della pittura, Laterza, Roma-Bari, 1985.
- Piero teorico dell'arte, Gangemi, Roma, 1986.
- L'età neobarocca, Laterza, Roma-Bari, 1987.
- Caos e bellezza, Domus Academy, Milano, 1991.
- Mille di questi anni, Laterza, Roma-Bari, 1991.
- Come nella boxe, Laterza, Roma-Bari, 1998.
- Breve storia della semiotica, Feltrinelli, Milano, 2001.
- L'art de l'autoportrait, Citadelles&Mazenod, Paris 2006; edizione italiana, L'arte dell'autoritratto. Storia e teoria di un genere pittorico, La Casa Usher, Firenze 2010.
- Come si legge un'opera d'arte, Mondadori Università, Milano 2006.
- L'art du trompe-l'oeil, Citadelles&Mazenod, Paris 2010; edizione italiana, L'arte del trompe-l'oeil, Jaca Book, Milano 2011.